# Model Wewnętrznych Systemów Rodzinnych
Model Wewnętrznych Systemów Rodzinnych (ang. Internal Family Systems Model – IFS) to integracyjne podejście w psychoterapii indywidualnej opracowane przez terapeutę Richarda C. Schwartza w latach 80. XX wieku. Łączy ono myślenie systemowe z podejściem, w którym psychika składa się z podosobowości (części). Każda z nich charakteryzuje się indywidualnym punktem widzenia i cechami. Model IFS wykorzystuje systemy rodzinne do zrozumienia w jaki sposób zorganizowane są wewnętrzne struktury podświadomości.

## Główne założenia
Bazą podejścia IFS jest paradygmat różnorodności i niejednolitości umysłu, zgodne z którym nasz umysł składa się z różnych części. Jest to pogląd przeciwstawny do tradycyjnego i wciąż obecnego w kulturze podejścia umysłu jednorodnego (ang. mono-mind). Elementem dominującym w wewnętrznym modelu rodzinnym jest Ja, definiowane jako struktura przewodząca systemu.
Do głównych założeń modelu IFS należy wieloraka natura umysłu, co w praktyce oznacza, że nasza jaźń podzielona jest na nieokreśloną ilość części. Podobnie jak wśród członków rodziny, wewnętrzne osoby mogą przybierać skrajne role, spostrzegać rzeczywistość z różnych perspektyw. Terapia systemowa rodzin zakłada pracę nad całym systemem, a nie nad jednostką (jednym członkiem rodziny). Dopiero analiza funkcjonowania całego systemu daje możliwość dostrzeżenia prawdziwego źródła kryzysu.
Zgodnie z modelem IFS każda z podświadomości kierowana jest pozytywną intencją, nawet jeśli jej działania przynoszą przeciwny efekt i manifestuje się w postaci myśli, emocji, uczuć, obrazów.

## Cele terapii
Celem terapii nie jest eliminacja poszczególnych części osobowości, ale wsparcie ról, które będą bardziej konstruktywne dla całego systemu. Wraz z rozwojem osobowości wzrastają jej poszczególne części tworząc zawiły system interakcji, która przeorganizowuje się wraz ze zmianami poszczególnych ról.
Terapeuci IFS pracują z klientami nad osiągnięciem harmonii w wewnętrznym systemie rodzinnym oraz wzmocnieniem i wyprowadzeniem JA, tak by stało się silnym i stabilnym liderem struktury. Przy prawidłowym funkcjonowaniu ja, pozostałe podświadomości wspierają je i dostarczają mu dodatkowych zasobów, przy jednoczesnym poszanowaniu jego decyzji, co stanowi odbicie ich pozytywnych intencji.